# Aguri Suzuki
Aguri Suzuki, född 8 september 1960 i Tokyo, är en japansk racerförare och stallchef.

## Racingkarriär
Suzuki började tävla i karting som tolvåring 1972 och blev japansk mästare 1978. Året därpå debuterade han i det japanska formel 3-mästerskapet. Han körde även i karting och blev japansk mästare igen 1981. 1983 kom Suzuki tvåa i den japanska formel 3-serien i en Hayashi-Toyota. Han övergick sedan till att tävla i standardsvagnar för Nissans fabriksstall och blev japansk mästare 1986. Suzuki gjorde samma år debut i det japanska formel 2-mästerskapet och deltog även i Le Mans 24-timmars. 1987 blev han tvåa i den japanska formel 3000-serien, i vilken han vann ett lopp, det på Suzuka. 1988 vann han titeln i en March-Yamaha efter att ha vunnit tre lopp, de på Fuji, Mine Circuit (Nishi-Nippon) and Suzuka. Senare under året fick Suzuki debutera i formel 1 för Larrousse i Japan. Han körde dessutom tre lopp i den europeiska F3000-serien för Footwork, de på Pau, Silverstone och Brands Hatch.
1989 skrev Suzuki på för formel 1-stallet Zakspeed, med det blev en katastrof så 1990 återvände han till Larrousse och lyckades komma upp på prispallen i Japan. Efter ytterligare ett år i Larrousse körde han för Arrows 1992-1993. Säsongen därefter deltog han i endast ett lopp, Stilla havets Grand Prix 1994, för Jordan och 1995 delade han och Martin Brundle försteförarplatsen i Ligier. Suzuki kraschade våldsamt vid kvalificeringen till säsongens näst sista deltävling, Japans Grand Prix 1995, och skadade sin hals varefter han beslöt att sluta tävla.
2003 startade Aguri Suzuki tillsammans med Adrian Fernandez ett stall i Indy Racing League i USA, Super Aguri Fernandez Racing. Han är också grundare av formel 1-stallet Super Aguri, som debuterade säsongen 2006.

## F1-karriär
| Säsong | Stall/Tillverkare             | Poäng | Placering |
| ------ | ----------------------------- | ----- | --------- |
| 1988   | Larrousse (Lola-Ford)         | 0     | –         |
| 1989   | Zakspeed-Yamaha               | 0     | –         |
| 1990   | Larrousse (Lola-Lamborghini)  | 6     | 12        |
| 1991   | Larrousse (Lola-Ford)         | 1     | 19        |
| 1992   | Arrows (Footwork-Mugen Honda) | 0     | –         |
| 1993   | Arrows (Footwork-Mugen Honda) | 0     | –         |
| 1994   | Jordan-Hart                   | 0     | –         |
| 1995   | Ligier-Mugen Honda            | 1     | 17        |